# Nowy koszmar Wesa Cravena
Nowy koszmar Wesa Cravena (ang. Wes Craven’s New Nightmare) – amerykański film fabularny (horror) z 1994 r. w reżyserii Wesa Cravena. Film jest siódmą częścią Koszmaru z ulicy Wiązów, którego autorem jest właśnie Craven.
Serwis Rotten Tomatoes przyznał mu wynik 79%.

## Fabuła
Aktorka Heather Langenkamp, która dziesięć lat temu wcieliła się w główną bohaterkę horroru Wesa Cravena, obecnie przyjmuje rolę w jego nowym projekcie. Tuż przed rozpoczęciem zdjęć, kobieta jest nękana serią tajemniczych głuchych telefonów. Niebawem w wypadku samochodowym ginie jej mąż, Chase Porter. W życiu Heather zaczyna dochodzić do niewytłumaczalnych przypadków, z których najbardziej przerażającym jest objawienie się Freddy’ego w snach aktorki. Krueger chce zawładnąć duszą jej kilkuletniego synka Dylana.

## Obsada
- Heather Langenkamp – ona sama/Nancy Thompson
- Robert Englund – on sam/Freddy Krueger
- Miko Hughes – Dylan Porter
- Wes Craven – on sam
- John Saxon – on sam/porucznik Donald Thompson
- Robert Shaye – on sam
- Tracy Middendorf – Julie
- David Newsom – Chase Porter
- Sara Risher – ona sama
- Marianne Maddalena – ona sama
- Jeff B. Davis – ręka Freddy’ego